# ノースダコタ州

ノースダコタ州
State of North Dakota

州の愛称: 平和な庭の州
Peace Garden State

ノースダコタ州（ノースダコタしゅう、英: State of North Dakota [ˌnɔrθ dəˈkoʊtə] ( 音声ファイル)）は、アメリカ合衆国中西部の最北部、グレートプレーンズ（大平原）にある州。州の北側はカナダ国境であり、サスカチュワン州およびマニトバ州に接している。東側はミネソタ州との州境にレッド川が流れている。西側はモンタナ州に、南側はサウスダコタ州に接している。人口は80万人に満たず全米50州の中で少ない方から4番目であり、面積は第19位なので人口密度も4番目に小さい。1889年11月2日にそれまでのダコタ準州が南北に分割され、サウスダコタ州とともに同時に州に昇格したが、アルファベット順でノースダコタ州が39番目、サウスダコタ州が40番目と認識されている。
州都はビスマーク市であり、人口最大の都市はファーゴ市である。公立大学の主要なものは、グランドフォークスとファーゴに設立されている。アメリカ空軍がマイノットとグランドフォークスに基地を設営している。
ノースダコタの「ダコタ」という名前は、アメリカ・インディアンのダコタ族（「仲間」の意味）に由来する。
2000年代以降、全国平均よりも低い失業率、雇用数と人口の増大、および低い住宅空き家率と経済的な好調を持続してきた。これには、州西部のバッケン・オイルシェール田の開発が大きく貢献しているが、技術やサービス産業の成長も寄与してきた。2011年6月に起こった洪水によってマイノット市が大きな被害を被り、州都のビスマーク市も脅かされた。また、2010年代には、石油ブームにより、特に州北西部のウィリストン市を中心に目覚ましい成長を遂げている。
| 家庭で話される言語（ノースダコタ州） 2010 | 家庭で話される言語（ノースダコタ州） 2010 | 家庭で話される言語（ノースダコタ州） 2010 | 家庭で話される言語（ノースダコタ州） 2010 | 家庭で話される言語（ノースダコタ州） 2010 |
| ----------------------------------------- | ----------------------------------------- | ----------------------------------------- | ----------------------------------------- | ----------------------------------------- |
|                                           |                                           |                                           |                                           |                                           |
| 英語                                      | 英語                                      |                                           | 94.86%                                    | 94.86%                                    |
| ドイツ語                                  | ドイツ語                                  |                                           | 1.39%                                     | 1.39%                                     |
| スペイン語                                | スペイン語                                |                                           | 1.37%                                     | 1.37%                                     |

| 人種構成（ノースダコタ州） 2010 | 人種構成（ノースダコタ州） 2010 | 人種構成（ノースダコタ州） 2010 | 人種構成（ノースダコタ州） 2010 | 人種構成（ノースダコタ州） 2010 |
| ------------------------------- | ------------------------------- | ------------------------------- | ------------------------------- | ------------------------------- |
|                                 |                                 |                                 |                                 |                                 |
| 白人                            | 白人                            |                                 | 88.9%                           | 88.9%                           |
| インディアン                    | インディアン                    |                                 | 5.4%                            | 5.4%                            |
| ヒスパニック                    | ヒスパニック                    |                                 | 2.0%                            | 2.0%                            |
| 黒人                            | 黒人                            |                                 | 1.2%                            | 1.2%                            |
| アジア系                        | アジア系                        |                                 | 1.0%                            | 1.0%                            |
| 混血                            | 混血                            |                                 | 1.8%                            | 1.8%                            |

## 歴史

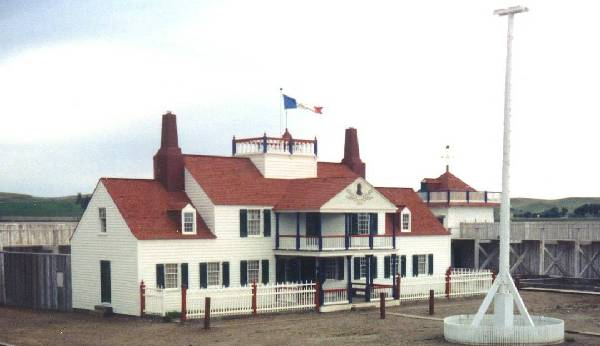
ユニオン砦交易基地国立歴史史跡

ノースダコタ州となった地域にヨーロッパ人が接触する以前の数千年間は、インディアンがこの地域に居住していた。この地域に入った最初のヨーロッパ人は、フランス系カナダ人の交易業者ラ・ヴェレンドリーであり、1738年にマンダン族の集落に探検隊を率いて来た。ノースダコタの部族は直接ヨーロッパ人と交易を行わないようにしていた。しかし、1804年にルイス・クラーク探検隊が入ってきた時までにかなりの接触が行われており、インディアンはフランスやスペインが自分たちの領土に対する領有を主張していることに気づいていた。

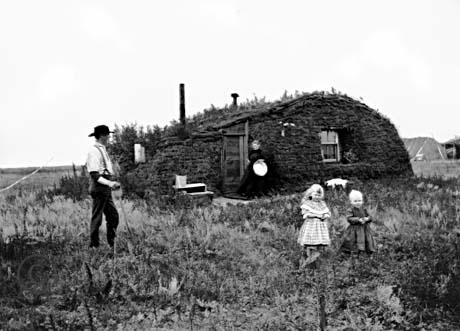
ミルトンにある芝土の家の前に立つ開拓者、1898年

今日のノースダコタ州に入っている領域の大半は1803年のルイジアナ買収の領域に含まれていた。他の部分は1818年条約でイギリスから確保していた。ルイジアナ買収に入っていた領域の多くはミネソタ準州とネブラスカ準州に繰り入れられた。1861年3月2日、現在の南北ダコタ州とワイオミング州およびモンタナ州の一部がダコタ準州として組織化された。ダコタ準州は19世紀後半までほとんど人の住まない領域だったが、このころに鉄道が通り、土地が活発に売買された。グロバー・クリーブランド大統領政権の1889年2月22日、ノースダコタ、サウスダコタ、モンタナおよびワシントンを包括的に州に昇格させる1889年新州構成法が連邦議会で成立した。大統領職は3月にクリーブランドからベンジャミン・ハリソンに引き継がれ、11月2日にハリソンがノースダコタ州とサウスダコタ州の州昇格声明に署名して正式なものとなった。2つの州には競争意識があり、どちらが先に合衆国に加盟したかが問題となった。ハリソン大統領は国務長官のジェイムズ・G・ブレインに、署名すべき2つの書類の順番を入れ替えて、どちらに最初に署名したか分からないように指示し、またその順序も記録しないようにしたので、誰もどちらが先に合衆国に加盟したか分かっていない。しかし、ノースダコタ州がアルファベット順ではサウスダコタ州の前に来るので、ノースダコタ州昇格の声明書が法令集では先に出版された。この日以来、アルファベット順に並べるのが慣例となり、ノースダコタ州は39番目の加盟州となっている。
第一次世界大戦後、小麦農家の特にノルウェー出身者の間に騒動がおこって急進的な政治運動となり、左翼の無党派同盟の下に集まることになった。最終的には民主党に含まれることになった無党派同盟は、州外の銀行や会社の権力からノースダコタ州を守ろうとした。州立のノースダコタ銀行やノースダコタ・ミル・アンド・エレベーターの設立（両社とも現在に至っている）に加えて、州が所有する鉄道線を建設した。反法人法が成立し、農地として指定された土地の権利を法人や銀行が所有することを事実上禁じた。これらの法律は現在でも有効であり、州裁判所と連邦裁判所に支持された後は、農地の差し押さえがほとんど不可能となり、差し押さえられた後となっても、その財産権を銀行や担保所有会社が保有することができなくなっている。
1950年代に連邦政府による建設プロジェクトが州内でも始まり、ガリソンダムやアメリカ空軍のマイノットとグランドフォークスの基地が建設された。1980年代には州西部で石油探査ブームが起こり、おりからの原油価格高騰で利益が出るようになった。1930年12月28日に初代の州会議事堂が火事で消失し、石灰岩貼りのアールデコ調高層建築の議事堂が再建され、今日に続いている。

## 地理

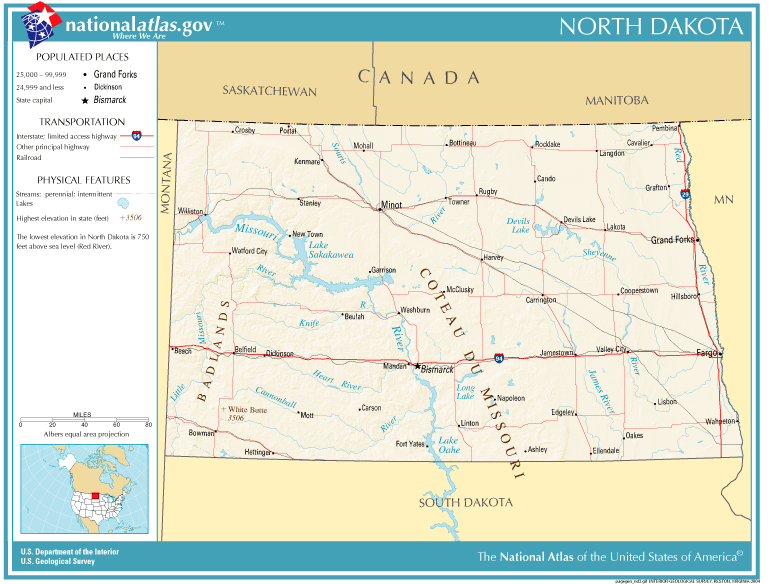
ノースダコタ州の詳細図

ノースダコタ州はカナダ連邦のサスカチュワン州およびマニトバ州と北部、モンタナ州と西部、サウスダコタ州と南部が接し、東隣のミネソタ州とはレッド川およびBois de Sioux River（ボア・ド・スー川）が州境になっている。ミズーリ川がノースダコタ州の南西部を流れている。
アメリカ合衆国の中でノースダコタ州はグレートプレーンズと呼ばれる地域にあると見なされ、その中でも特に「ハイプレーンズ」と呼ばれる標高の高い平原地帯である。北アメリカ大陸の中央に位置しており、ラグビー市にある石標には「北アメリカ大陸の地理的中心」と記されている。総面積は70,762平方マイル (183,272 km2) であり、50州の中では19番目に大きい。日本の面積のほぼ半分に相当している。
州の西半分は丘陵性のグレートプレーンズであり、ミズーリ川の西岸には悪地の北部が広がっている。州最高地点は標高3,506フィート (1,069 m) のホワイトビュートであり、セオドア・ルーズベルト国立公園 が悪地の中にある。この地域は原油や褐炭など化石燃料の埋蔵量が多い。ミズーリ川にはガリソンダムが造られ、国内第3位の人工湖であるサカカウェア湖ができている。
州中央部はドリフトプレーリーとミズーリ高原に分けられる。東部は平坦なレッド川流域であり、氷期のアガシー湖の底にあたる。北のウィニペグ湖に蛇行して流れるレッド川で潤される肥沃な土壌が大規模な農業を支えている。州内最大の自然湖であるデビルズ湖も東部にある。
州東部は全体的に平坦であるが、西部にはそこそこの丘陵部やビュートがある。大半は草原で覆われ、東部の大半では穀物の作付けが行われるが、中部や西部では希である。自然木は通常水はけの良い地域に見られる。例えばペンビナ渓谷とキルディア山脈近くの谷やバレー、タートル山脈、デビルズ湖周辺の丘陵、州中央のマクヘンリー郡にある砂丘地帯、およびシャイアン・バレー斜面とシャイアン・デルタに沿った地域である。
国立公園局の管轄地域には以下が含まれる：
- ユニオン砦交易基地国立歴史史跡（ウィリストン近郊）
- ナイフ川インディアン集落国立歴史史跡（スタントン近郊）
- ルイス・クラーク探検隊国立歴史道
- ノース・カントリー国立景観道路
- セオドア・ルーズベルト国立公園（メドラ および ワットフォードシティ近郊）

### 気候
気象としては雨、雪、霰、ブリザード、寒帯前線、竜巻、雷雨および高速の下降噴流が起こる。場所により年間平均降水量は14インチ (350 mm) から22インチ (550 mm) まで変化する。
レッド川流域では春の洪水が比較的頻繁に発生している。これはこの川が北のカナダに流れ込んでおり、氷で塞がれるためである。春の雪融けとその結果として起こる流出水は北部よりも南部で早期に始まる傾向にある。東部で最も大きな被害をもたらした洪水は1997年のものだった。
気候区分では大半が亜乾燥気候に属するが、低温と積雪のために乾燥性の様相となることは少ない。
アメリカ肺臓学会はその2009年「大気状態」報告書で、ファーゴ市をアメリカ合衆国で最も清浄な都市に位置づけ、州の他の部分にも大気質で11の "A" 評価を与えた。

## 人口動態

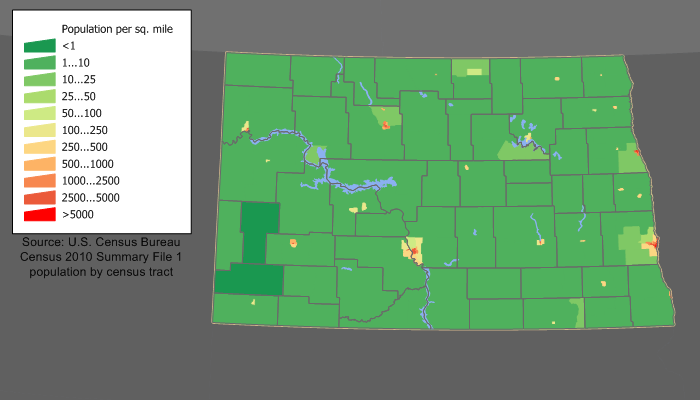
ノースダコタ州の人口密度図

ノースダコタ州各郡の人口増減率（2010-20年）
増加
5%未満
5-10%
10-25%
25-50%
50%以上
減少
5%未満
5-10%
10%以上

### 人口
ノースダコタ州は人口で全米50州の内47番目に位置し、ワイオミング州、バーモント州、アラスカ州に次いで人口の少ない州である。2020年国勢調査時点ではノースダコタ州に779,094人が居住しており、2010年国勢調査時点より15.83%増加していた。1870年に2,000人足らずだったノースダコタ州の人口は1930年に68万人にまで成長したが、その後の80年以上の間は成長が鈍化し、最低では1970年の617,761人に落ち込むなど浮き沈みを経験したが、2010年に67万人強まで戻した。その後、2010年代の10年間には、石油ブームの影響もあってユタ州、アイダホ州、テキサス州に次ぐ、全米50州中4番目の高さとなる成長を遂げた。
年齢と性の構成比はほぼ全国平均並みである。インディアンを除けば、国内でも少数民族の構成比が小さい方である。人口重心はウェルズ郡のサイクストン近くにある。

#### 州外流出
1923年から21世紀に入るまで、ノースダコタ州の人口は常に減り続けてきた。特に大学就学年代が減少している。自営農業では家族全体を支えられず、多くの者が職を求めて都会に移動した。この州外流出の主要な理由の一つは、大学卒業者に対して、その専門を活かせる職が無いことである。専門性の高い職やハイテクの職を生み出すために経済開発計画が提案されているが、その有効性については疑問視する者もいる。21世紀の最初の20年間、ことに2010年代に人口が大幅に増加したが、これはタイトオイル（シェールオイル）田の開発が進み、石油産業での職が増えたことが寄与している。実際、2010年代の10年間に人口が大幅に増えた郡は、マッケンジー郡（131.19%）、およびウィリアムズ郡（82.83%）の両郡を筆頭に（この両郡は全米でも人口増加率1-2位であった）、石油ブームに沸く州北西部に集中している。一方、その恩恵をあまり受けていない州南部や北東部の諸郡は、ファーゴを有するカス郡やビスマークを有するバーリー郡、グランドフォークス郡など、都市部の郡を除いて、軒並み減少しているか、増加していてもその増加率は5%未満にとどまっている。
ノースダコタ州に限らず、他のグレートプレーンズ諸州も同様の人口流出問題を抱えている。これを受け、上院議員のバイロン・ドーガンが音頭をとって新ホームステッド法を2007年に提出。人口減少地域限定の減税策などで、人口減に歯止めをかける目標を掲げた。

### 言語
州民の大半は英語を話すが、2.5%はドイツ語を話している。

### 人種および祖先
2010年国勢調査によるノースダコタ州の人種による構成は以下の通りである。
- 90.0% 白人
- 5.4% インディアン
- 1.2% 黒人
- 1.0% アジア人
- 0.1% 太平洋諸島系
- 0.5% その他の人種
- 1.8% 混血
- 2.0% 人種によらずヒスパニック

申告による祖先で分類した構成比は、ドイツ系 (47.2%)、ノルウェー系 (30.8%)、アイルランド系 (7.7%)、インディアン (5.4%)、スウェーデン系 (4.7%)、ロシア系 (4.1%)、フランス系 (4.1%)、イングランド系 (3.9%) となっている。

### 宗教
- キリスト教 86%
  - プロテスタント 53%
    - ルター派教会（アメリカ福音ルター派教会など）35%
    - メソジスト 7%
    - バプテスト 6%

  - ローマ・カトリック 30%
  - 他のキリスト教 3%
- キリスト教以外の宗教 4%
- 無宗教 3%[31]

ノース・ダコタ州は人口一人当たりの教会の数では全米50州の中で最大である。

### 主要都市

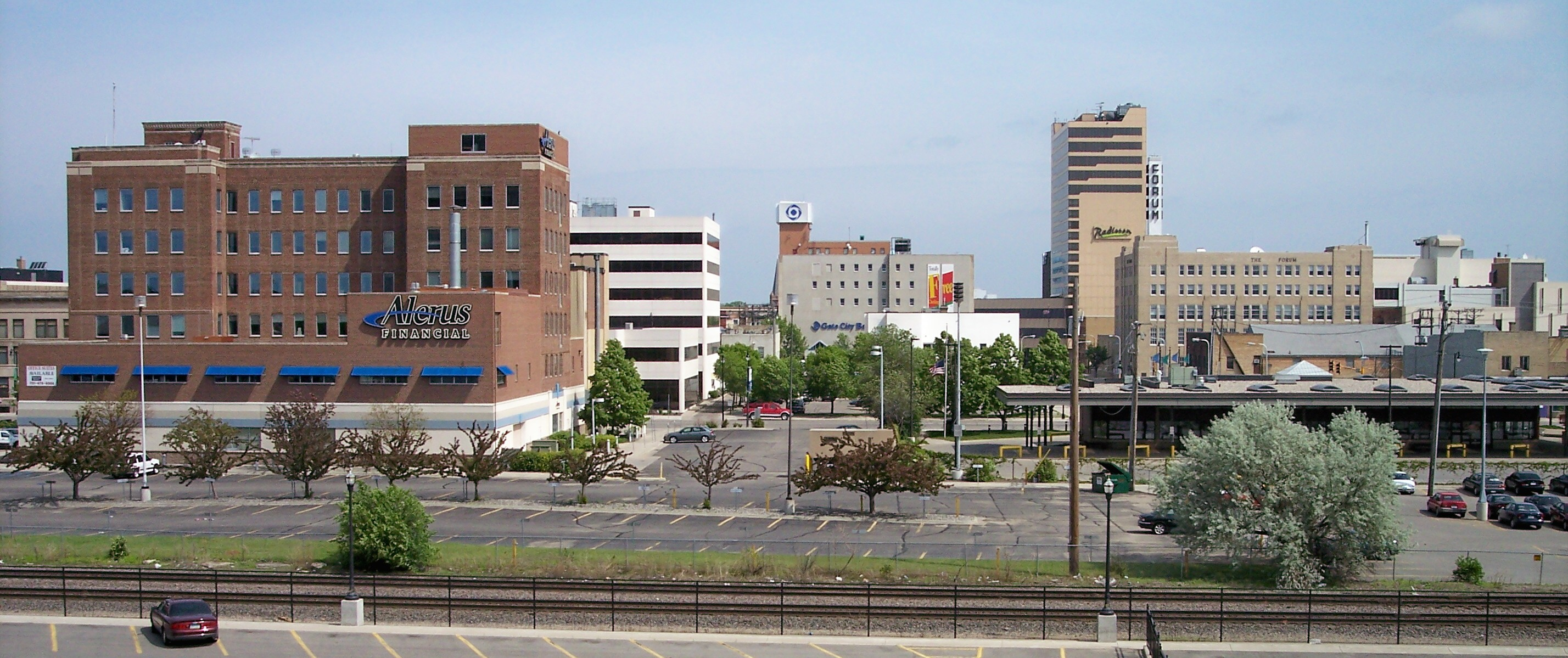
ファーゴ市中心街、2007年

ノースダコタ州内の市域人口1万人以上の都市を下記に列挙する。都市名にある括弧内数字は2020年時点の人口を示す。
1. ファーゴ (125,990) - 州東端、ミネソタ州との州境となっているレッド川沿いに位置する。レッド川対岸のミネソタ州ムーアヘッドや、下記ウェストファーゴ市と共に州最大の大都市圏を形成している。ノースダコタ州立大学の所在地でもある。
2. ビスマーク (73,622) - 州都。州の中央よりやや南寄り、ミズーリ川沿いに位置する。マンダン市と共に都市圏を形成している。
3. グランドフォークス (59,166) - 州北東部の中心都市。ファーゴより北、レッド川沿いに位置する。グランドフォークス空軍基地がある。特に航空宇宙の分野で高い評価を受けるノースダコタ大学の所在地でもある。
4. マイノット (48,377) - 州北部の中心都市。マイノット空軍基地がある。
5. ウェストファーゴ (38,626) - ファーゴの郊外都市。高い成長を遂げている。
6. ウィリストン (29,160) - イエローストーン川がミズーリ川に合流する地点の近くにある。州北西部の中心都市、かつ石油ブームの中心地であり、2010年国勢調査時点での14,716人から、10年間で人口をほぼ倍増させる、極めて高い成長を遂げている。
7. ディッキンソン (25,689) - 州南西部の中心都市。やはり石油ブームの影響で、ウィリストンほどでは無いものの高成長を遂げている。バッドランズ恐竜博物館をはじめとするディッキンソン博物館センターを有するほか、セオドア・ルーズベルト国立公園観光の拠点でもある。
8. マンダン (24,206) - ビスマークとはミズーリ川を挟んで対岸にある、同市の郊外都市。マンダン族インディアンに因んだ命名。
9. ジェームズタウン (15,849) - ファーゴとビスマークのほぼ中間にある。「世界最大のバッファロー像」で知られる。長老派教会系私立大学のジェームズタウン大学がある。

### ビスマーク市

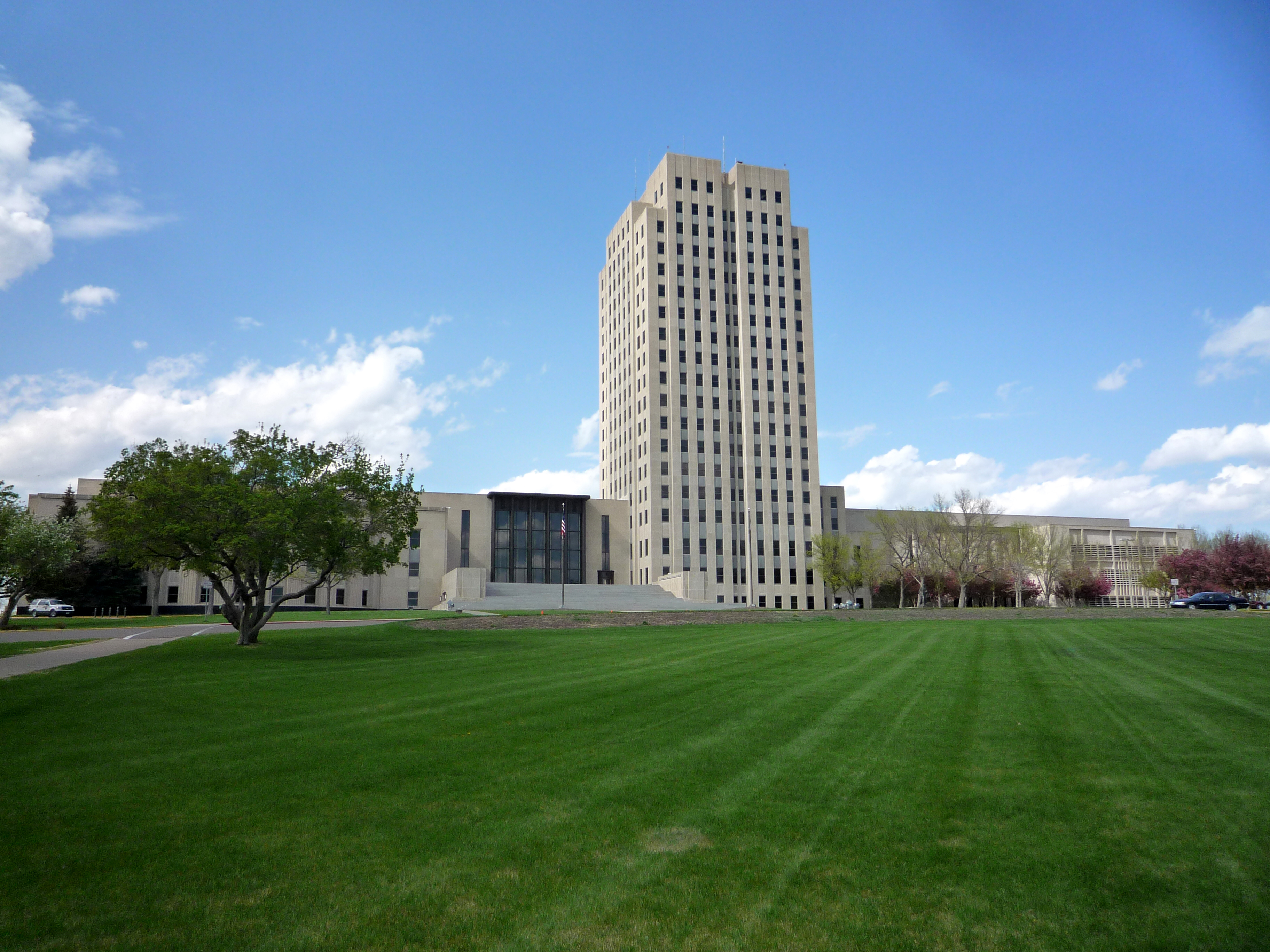
ビスマーク市にあるノースダコタ州会議事堂

ビスマークは州の南中部、ミズーリ川の左岸にあり、1883年にまずダコタ準州の、1889年からはノースダコタ州の州都となっている。ビスマークは当時準州都として適切に機能していたが、州都は人口の多くが住んでいる東半分にあるべきと考える者が多かった。このために州議会はジェームズタウンを新しい州都に選定し、州の公式記録書をそこに移した。その書類はノースダコタ州議会の第1会期のために新しいスタッツマン郡庁舎に納められた。
州議会が招集される前に、ビスマーク市住民の小集団が吹雪の1月にジェームズタウンを襲い、郡庁舎に分け入り、民警団が来る前に州の公式記録書を持ってビスマークに運んだ。ビスマーク市の指導層は、議会がビスマークで開催されることに合意するまで、その書類を質として保持した。一旦議会がビスマーク市で開催されると、州都を移すには仕事が多くてできないと判断した。議員はビスマークを州都として設立する法案への投票は拒んだ。
ビスマークの人気と美しさが州の他の部分から人々を惹き付けている。州会議事堂は州内で最も高い建物であり、州内最大の博物館、市民センター、州内最大のオペラ/バレー・ハウス、州内最大の動物園がある。市民生活にはナイトクラブ、教会、学校、スタジアムおよび幾つかの大学、すなわちメアリー大学、ビスマーク州立カレッジ、部族統合工科カレッジ、ラスムッセン・カレッジがある。州政府、健康管理、金融、財務、自然保護と保存、レクリエーション活動、文化的な機会、就職機会、文学および教育で州の中心となっている。市内には多くの公園とレクリエーション地域、3つのショッピングセンターおよび多くの広場がある。中心街はミズーリ川に沿ったうねりのある丘陵の上にある。
ビスマーク市内では水が豊富なために樹木が良く育つ。州内のほぼ全領域にラジオ放送とデータ（気象情報、ニューズ、新聞、スポーツイベント）を流している。モンタナ州東部やサウスダコタ州北部もビスマークからの情報を受ける範囲に入っている。マイノット市に続いて観光も盛んであり、年間を通じて観光客が訪れている。都市圏としてはファーゴ大都市圏に続いて州内第2位である。ビスマーク市は「アメリカ合衆国の大都市で最も安全な都市」にランク付けされてきている。

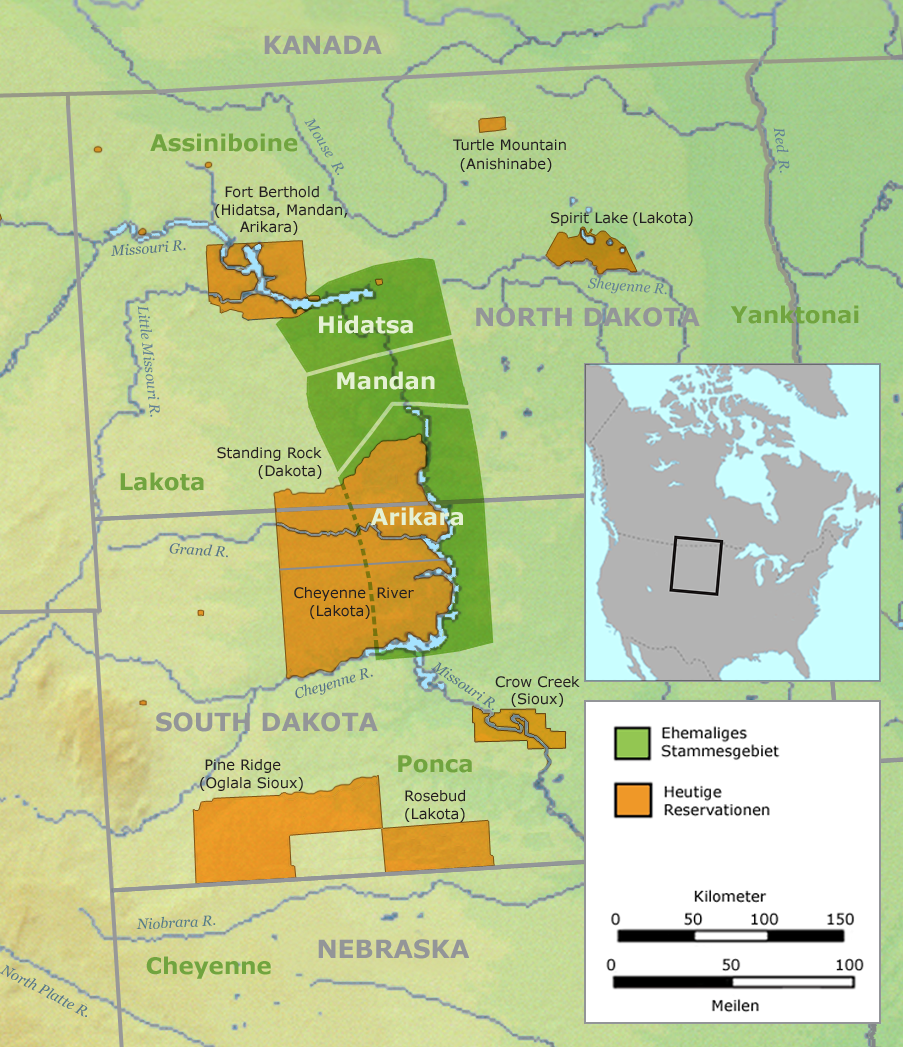
ノースダコタ州のインディアン保留地（橙色）。「アニシナアベ」はチッペワ族のこと。この図では「スピリット湖畔保留地」の部族は「ラコタ族」とあるが「ダコタ族」の間違い

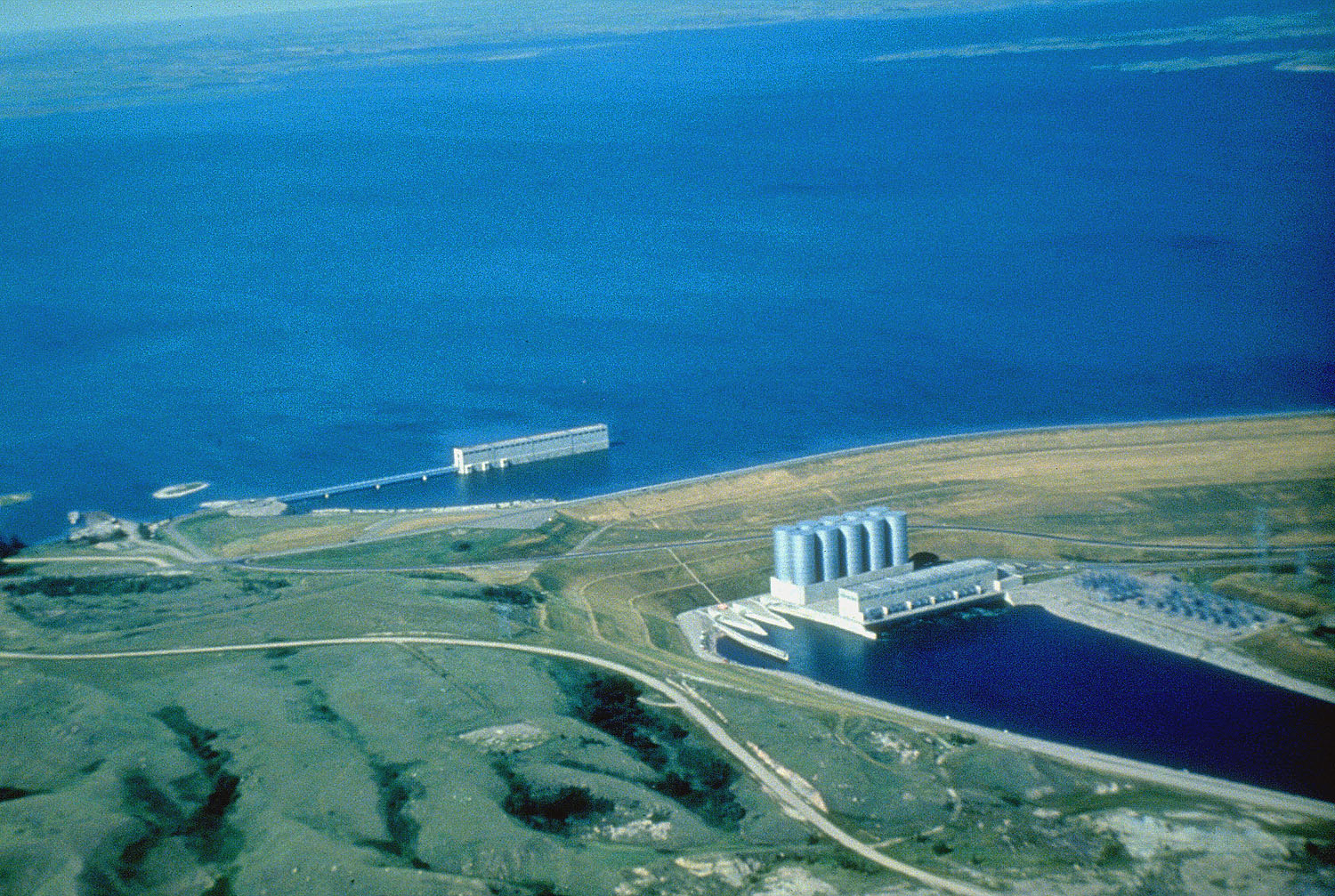
マンダン、ヒダーツァ、アリカラ族の保留地の大半を沈めたギャリソン・ダム（サカカウェア湖）

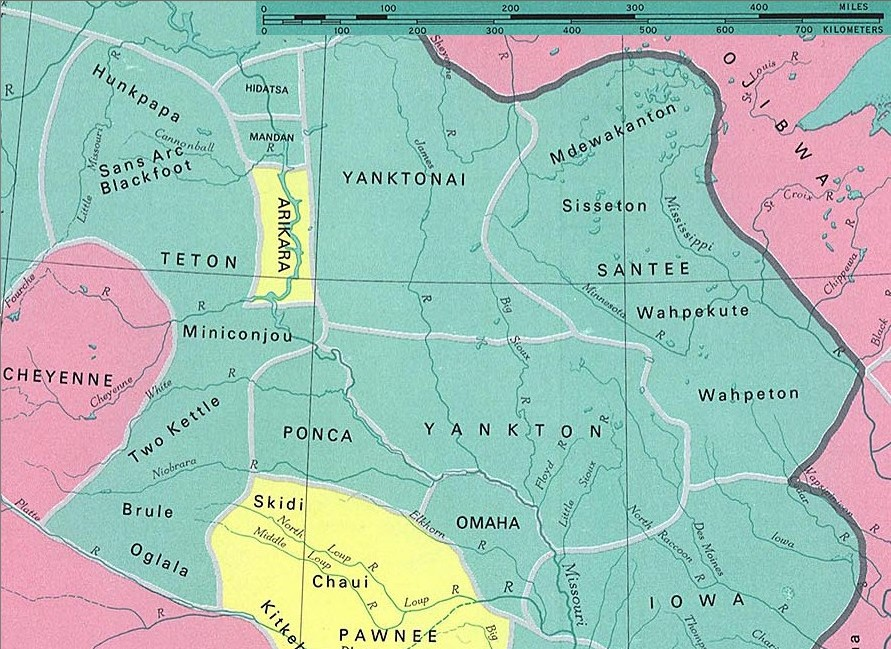
同州周辺の、かつてのインディアン部族の勢力図。「オジブワ」はチッペワ族のこと

## インディアン部族と居留地
州領域内で連邦政府が公認しているインディアン部族は連邦政府と独立し、主権を持った関係を維持している。
北端のミズーリ下流域には、ルイス・クラーク探検隊が最初に出会ったとして記録に残したインディアン部族、マンダン族、ヒダーツァ族、アリカラ族の集落がある。
マンダン族が夏至のころに大自然の回復を祈って大精霊に捧げる「オーキーパの儀式」は、大平原地方のインディアン部族に広まった「太陽の踊り（サンダンス）」の始祖となった。
定住農耕を行っていた彼らはその後、交易の中心地として栄えたが、1837年に白人の持ち込んだ天然痘で壊滅した。定住生活のため、蔓延率が高かったのである。3部族は1851年の「ララミー砦の条約で「ベルトホールド砦保留地」に移住させられ、「ミズーリ三大提携部族」として再編成された。
この「ミズーリ三大提携部族」の保留地（Reservation） は、1951年に「ギャリソン・ダム」建設（1953年完成）のためにほぼ水没した。伝統の農地とともに経済基盤と自立の機会を奪われた彼らにとっては、部族カジノが唯一の経済基盤となっている。
1830年代のマンダン族の指導者マト・トペ（四匹の熊）は、画家カール・ボドマーが肖像画に残し、非常に有名である。ミズーリ川に架けられた保留地の連絡橋は「四匹の熊の橋」と代々名づけられ、2005年10月3日に最新の橋が付け替えられている。
「テトン・スー」と呼ばれたダコタ族は、敵対するチッペワ族から「小さな毒蛇（ナドウェズ・スー）」と呼ばれ、ここから「スー族」の名がついた。18世紀に馬を手に入れた彼らスー族は騎馬略奪民となり、この北部大平原で最も勢力を誇った部族となった。
現在、スー族とチッペワ族（オジブワ族）は、1960年代のインディアン権利回復要求運動の高まりの中で「アメリカインディアン運動（AIM）」を結成し、以来共闘する仲となっている。
ノースダコタ大学は、同校のフットボールチーム他スポーツクラブの愛称を「戦うスー族」としていた。この名に対し、ダコタ・スー族が「スー・インディアンを侮辱する人種差別だ」として半世紀にわたって名称変更の要求運動を続けていた。同校はこれを「伝統的な名だ」として名称変更を拒絶していたが 2015年に 公式のニックネームおよびロゴを "Fighting Halks" に変更した。
かつて彼らの他に、アラパホー族、アシニボイン族、シャイアン族がスー族と同盟し領土を共有していたが、1851年の「ララミー砦条約」ですべて他州の保留地に強制移住させられた。現在、以下の5部族が同州でアメリカ連邦政府から公式に認定され、保留地（Reservation）を領有している。
| ≪連邦政府が公認している保留地とインディアン部族≫ - - 「亀の山の部族会議」 - 「スタンディングロック・インディアン保留地」 - 「スタンディングロック・スー族部族会議」 - 「上ヤンクトネイ族」 - 「ハンクパパ族」 - 「スピリット湖畔保留地」 - 「スピリットレイク・スー族部族会議（ムニ・ワカン・オヤテ）」 - 「デビルズレイク・スー族部族会議（ムニ・ワカン・オヤテ）」※スピリットレイク・スーから改名 - 「ワーペトン族」 - 「シセトン族」 - 「上ヤンクトネイ族」 | - 「ベルトホールド保留地」 - 「ベルトホールド保留地三大提携部族」 - 「マンダン族」 - 「ヒダーツァ族」 - 「アリカラ族」 - 「亀の山のインディアン保留地」 - 「チッペワ族・亀の山のバンド」 ≪連邦政府が公認していない部族≫ - 「チッペワ族・ノースダコタ部族リトルシェル・バンド」 |

### インディアン・カジノ
「ギャリソン・ダム」によって農耕生活を破壊された「ミズーリ三大提携部族」は、1993年にインディアン・カジノの「四匹の熊のカジノ&ロッジ」を開設している。ダコタ・スー族もこれに続いた。貧困にあえぐインディアン保留地の多くでは、インディアン・カジノはほぼ唯一の産業となっている。
| - 「チッペワ族・亀の山のバンド」 - 「空のダンサーのホテル&カジノ」 - 「亀の山のビンゴ・空のダンサー」 - 「亀の山のミニ・カジノ」 | - 「スタンディングロック・スー族」 - 「平原の騎士のカジノ&リゾート」 - 「シセトン・ワペトン・スー族」 - 「ダコタ魔法のカジノ&ホテル」 | - 「ミズーリ三大提携部族」 - 「四匹の熊のカジノ&ロッジ」 - 「スピリットレイク・スー族」 - 「スピリット湖畔カジノ&リゾート」 |

## 法律および行政
連邦政府や多くのアメリカ合衆国の州と同じく、ノースダコタ州政府は行政、立法、および司法の3つに分かれている。また州民の発議権を1898年に導入しており、全米50州の中では最初のことになった。

### 行政府

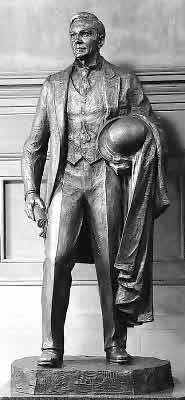
ジョン・バーク、第10代ノースダコタ州知事

行政府の長はノースダコタ州知事である。現職は共和党のジャック・ダルリンプルであり、2010年12月7日に就任した。前職のジョン・フーフェンは2010年アメリカ合衆国上院議員選挙で当選し、就任準備のために辞職した。現職の副知事はドリュー・リグレーであり、州上院議長を兼ねている。州知事と副知事の任期は4年間であり、次の選挙は2012年に予定されている。州知事はコミッショナーと呼ばれる州政府機関の長で構成される内閣を持っている。他に州憲法の規定で選挙を経て選ばれる役職者は、州務長官、検事総長および州監査官がいる。

### 立法府
ノースダコタ州議会は上院と下院の両院制である。47の選挙区があり、それぞれ上院議員1人、下院議員2人を送り出している。議員の任期は4年間である。州法典はノースダコタ・センチュリーコードと呼ばれている。

### 司法府
ノースダコタ州の司法制度は4段階がある。地方裁判所は都市のレベルで機能し、訴訟の大半は一般的管轄権のある地区裁判所で始まる。7つの地区に42人の地区判事がいる。第一審からの控訴、および特定の州政府判断に対する異議申し立ては、3人の判事がいるノースダコタ州控訴裁判所で審問される。ノースダコタ州最高裁判所は5人の判事で構成され、地区裁判所および控訴裁判所からの上訴案件全てを審問する。
現在、ノースダコタ州において、死刑制度は廃止されている。

### 連邦政府との関係
ノースダコタ州選出のアメリカ合衆国上院議員は共和党のケビン・クレーマーと
ジョン・フーフェンである。下院議員の定数は1人であり、共和党のケリー・アームストロングが務めている。
連邦裁判所が扱う訴訟は、ビスマーク、ファーゴ、グランドフォークスおよびマイノットにある連邦地区裁判所ノースダコタ地区で審問される。控訴案件はミズーリ州セントルイスにある連邦控訴裁判所第8巡回地区で扱われる。

### 政治
ノースダコタ州における主要政党は民主NPL党（ノースダコタ民主・無党派連盟党）と共和党である。2007年時点で立憲党とリバタリアン党も組織政党である。
州レベルで見ると、州知事は1992年以来共和党が保持しており、また州議会の多数党と州役人も共和党が抑えている。民主NPL党は2000年知事選挙や2006年議員選挙で善戦したが、元知事のジョージ・シンナーの時以来、目立った勝利は無い。
共和党の大統領候補はノースダコタ州を制することが多い。2004年大統領選挙では、ジョージ・W・ブッシュが投票数の62.9%を獲得した。1892年以降の民主党大統領候補の中で、グロバー・クリーブランド、ウッドロウ・ウィルソン、フランクリン・ルーズベルトおよびリンドン・B・ジョンソンのみがノースダコタ州を制した。
一方で民主NPL党は1982年から2008年の連邦議員選挙全てを制しており、1987年から2011年の間の連邦議員は全て民主党員だった。

## 経済
アメリカ合衆国商務省経済分析局は2005年のノースダコタ州の総州生産高が241億米ドルと概算した。2006年の一人当たりの収入は合衆国内で29番目に位置する、33,034米ドルだった。2010年末の一人当たりの収入は第17位となり、2000年からの10年間で最も上昇した州になった。2002年から2004年の3年間平均世帯当たり収入中央値は39,594米ドルであり、全米第37位だった。2010年9月時点で州内失業率は3.7%と全米で最も低くなっており、1987年以降5%を超えたことがない。
ビスマーク市にあるノースダコタ銀行は全米唯一の州が所有する銀行であり、他にグランドフォークス市には小麦粉製粉所のノースダコタ・ミル・アンド・エレベーターを所有している。
農業が州内最大の産業であるが、石油と食品加工も主要産業に成長している。

### 農業

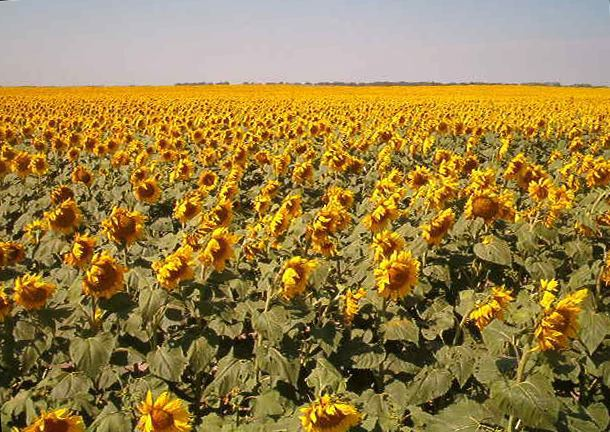
トレイル郡のひまわり

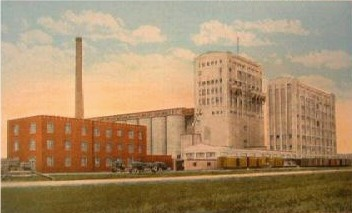
ノースダコタ・ミル・アンド・エレベーターの絵葉書、1915年

ノースダコタ州の初期産業は毛皮交易と農業だった。人口の10%未満しか農業に携わっていないが、州経済の主要産業であり続け、穀物生産量で国内第9位、農業生産物の総量で国内第18位となっている。農業用地は2,750万エーカー (110,000 km2) と陸地の90%を占めており、国内では3番目に広い。2002年から2007年の間に耕作地は約100万エーカー (4,000 km2) 増加しており、農地が増加した唯一の州となった。この期間に180万エーカー (72,000 km2) が大豆とトウモロコシの栽培に切り替えられ、国内最大の転用規模となった。
ノースダコタ州は複数の作物の生産で全国の首位に立っている。コムギ（特に多様なパスタ用に使われるデュラム小麦（全米の58%）、および硬質赤色春小麦（全米の48%）、各種コムギを合わせた量では全米の15%）、オオムギ（全米の36%）、エンバク（全米の17%）、キャノーラ、大豆、ヒマワリ、および亜麻は州の至る所で見ることができる。ソバは全米第2位の20%を生産している。2007年時点でトウモロコシが州内最大の農産物であるが、全米での生産量の2%にしか過ぎない。
湿ったレッド川流域 はテンサイが全米第2位の生産量を誇っている。他にも大豆およびトウモロコシが栽培されている。牛の牧場は酪農牧場が東部方面に最も共通して見られるのに対して、乾燥した南西部に最も普通に見られる。蜂蜜はノースダコタ州の中央部で生産されている。蜂蜜、乾燥豆類、レンズマメの生産量では全米第1位であり、ジャガイモは同第2位である。少量のjuneberries およびブドウは品質のいい国内ワイナリー産業に支えられている。
油糧種子各種の生産量も多く、キャノーラは全米の92%、亜麻は同94%、ヒマワリの種は同53%、ベニバナの種は同18%、からしの種は同62%を生産している。大豆はその重要性が増しており、2002年から2007年の間に耕作地は約40万エーカー (1,600 km2) 増加した。
農業活動は雨量によって大きく左右される。連邦政府からは年間10億米ドル近い農業助成金が出ている。

### エネルギー

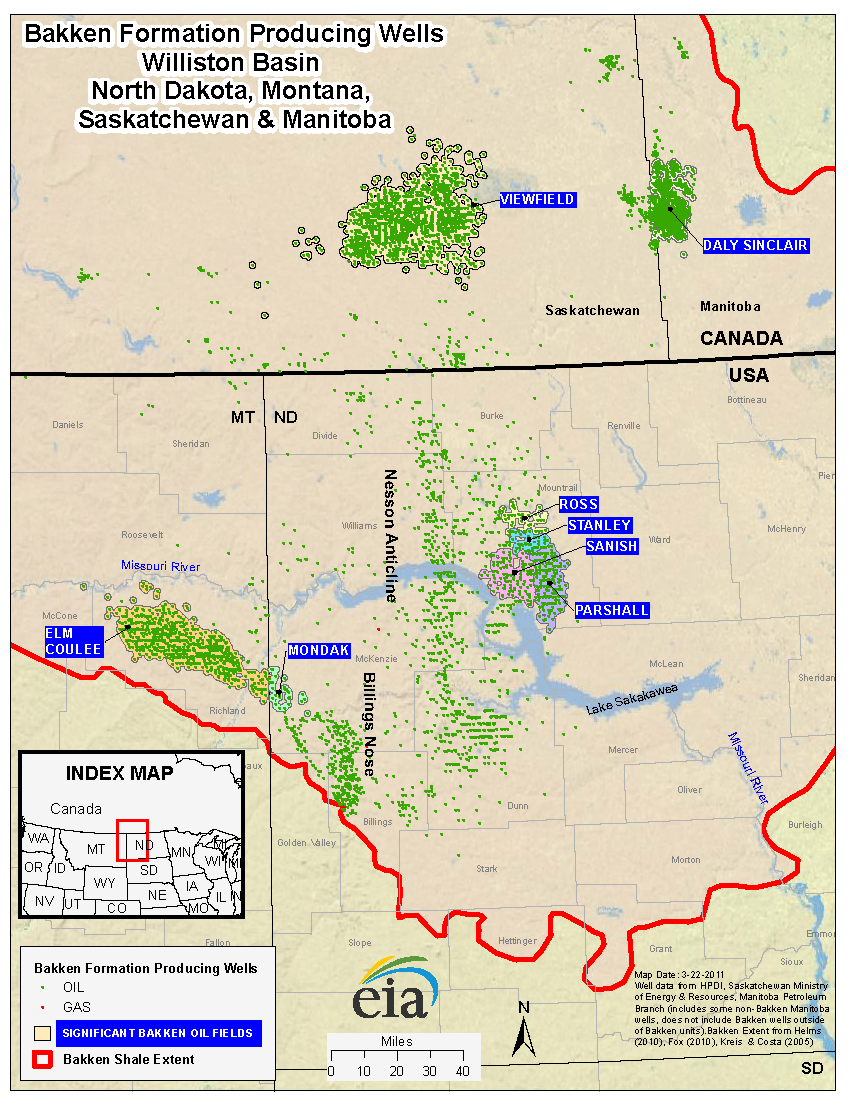
バッケン層の油田分布図

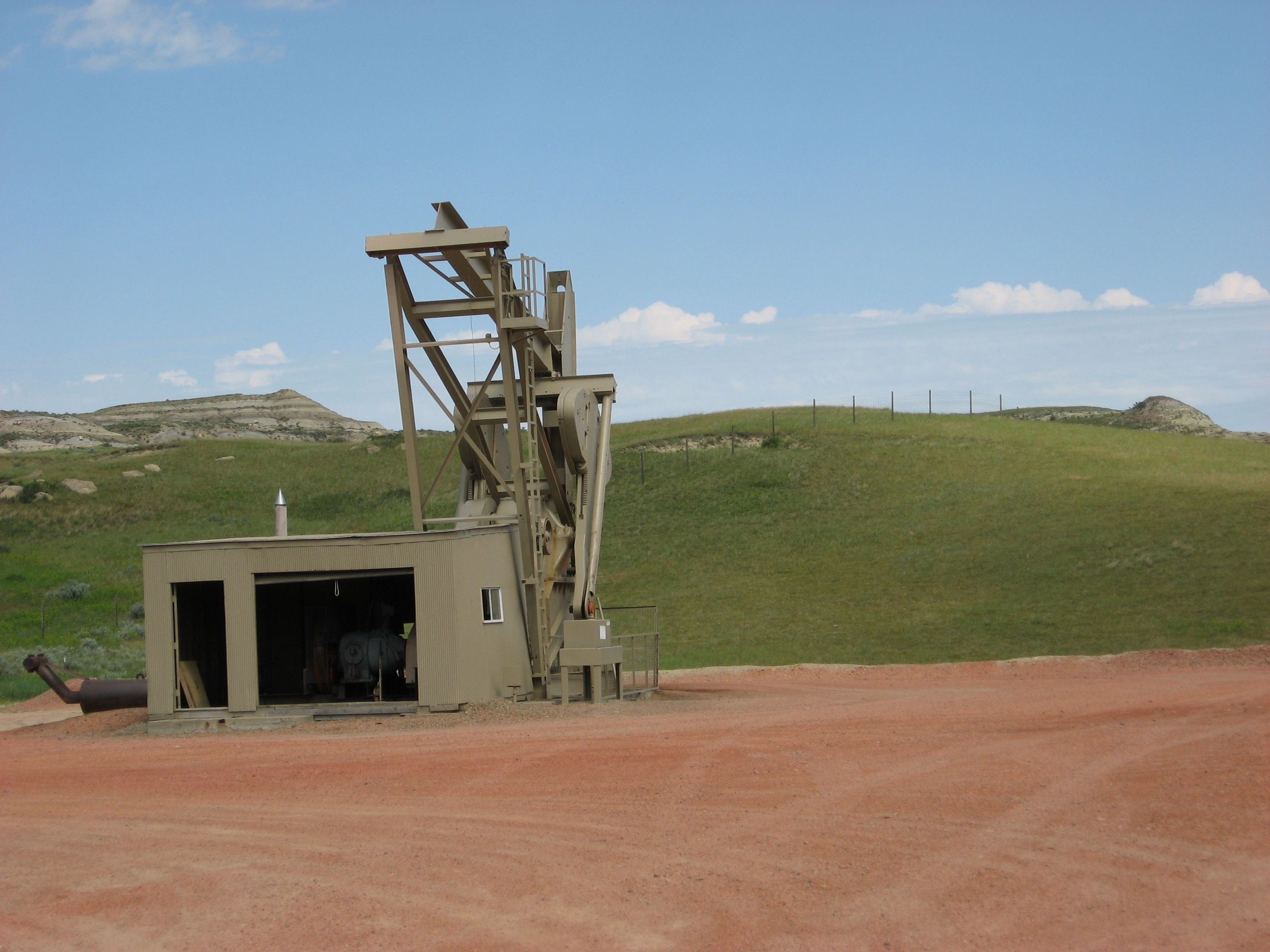
ノースダコタ州西部の油井

エネルギー産業は州経済に大きく貢献している。州西部で掘り出される褐炭は消費電力の約90%を賄っており、近隣州へ輸出も行われている。その生産量は国内でも第2位である。
1951年にタイオーガ近くで石油が発見され、1984年まで年間5,300万バーレル（8,430,000キロリットル）の原油を産出した。デボン紀からミシシッピ紀に堆積したバッケン層は隣のモンタナ州やカナダ側まで広範囲に分布し、その石油埋蔵量は4,000億バーレル（640億キロリットル）であり、北極野生生物国家保護区の埋蔵量の25倍に相当した。しかしアメリカ合衆国地質調査所が2008年4月に発行した報告書では、近年の採掘技術で生産量が飛躍的に増加したものの主に固い砂岩でできているため採掘は依然難しく埋蔵量を2桁少ない30なし40億バーレル（4.8 - 6.4億キロリットル）、中央値を36.5億バーレル（5.8億キロリットル）と推計している。
州西部は2010年代以降石油ブームにあり、ウィリストンをはじめ、タイオーガ、スタンレー、マイノット、バーリントンの町が急成長している。2010年時点で州内石油産出量は1日355,000バーレル（56,000キロリットル）と2007年水準の3倍以上となり、全米第4位になった。
ノースダコタ州が入っているグレートプレーンズは風力エネルギーの「サウディアラビア」とも呼ばれ、広大な田園地帯があることと風速が10マイル/時 (4.4 m/s) を滅多に下回らないこととで、風力発電のコスト競争力が出てきている。

### 州税
ノースダコタ州の所得税は僅かながら増加していく累進課税方式を採っており、税率は2004年時点で2.1%、3.92%、4.34%、5.04%および5.54%となっている。2005年の一人当たり州税額は全米第22位だった。
消費税はほとんどの項目に対して5%である。自治体が地方消費税や特別地方税を徴収することが認められており、グランドフォークスの場合で1.75%が追加される。物品税は購入価格あるいは州で登録された飛行機の市場価値で課税される。他州で購入され州内で使用される物品には使用税が課される。不動産の所有者は、郡、自治体、学区および特別課税地区に対して固定資産税を払っている。
シンクタンクの「税基金」はノースダコタ州を国内で20番目に「事業に優しい州」に位置づけている。税自由の日は全国の税自由の日よりも10日早い4月1日に設定されている。2006年、100万米ドル以上の調整後総所得について納税者が申請した返還件数は僅か333件と全米最小だった。

### 観光業
ノースダコタ州には目立った観光地が無いこともあって、訪問者の数が最も少ない州と見なされている。観光客に人気があるのは、州西部にあるセオドア・ルーズベルト国立公園である。毎年475,000を超える観光客が訪れている。州内に観光客を呼ぶ定例行事としては、マイノット市で開かれる「ノルスク・ホストフェスト」があり、北アメリカでは最大のスカンディナヴィア系祭とされている。他にもメドラ・ミュージカルやノースダコタ州祭がある。

### 薬品
ノースダコタ州は薬局の株を薬剤師が51%以上所有することを法律で定めている唯一の州である。このことにより、州内のウォルマート、ターゲット、ウォルグリーンズなど、アメリカで処方箋受付先とされることの多い全国チェーン店では処方箋を受け付けていない。

## 交通
州内の交通はノースダコタ州交通省が管轄している。主要州間高速道路としては29号線と94号線があり、ファーゴ市で交差している。29号線は州の東縁に沿って南北に走り、94号線は東西方向に州を2分し東のミネソタ州と西のモンタナ州とを繋いでいる。ノースダコタ州の厳しい気象条件のためにアスファルトではなくコンクリートで舗装されているのが特徴である。州内の鉄道はBNSF鉄道とカナダ太平洋鉄道が幹線になっている。この両鉄道が運行していた多くの枝線は現在、ダコタ・ミズーリ・バレー・アンド・ウェスタン鉄道とレッドリバー・バレー・アンド・ウェスタン鉄道が運行している。
主要空港としてはファーゴ市のヘクター国際空港、グランドフォークス市のグランドフォークス国際空港、ビスマーク市のビスマーク市民空港、マイノット市のマイノット国際空港、そして2019年10月10日に開港したウィリストン市のウィリストン・ベースン国際空港がある。
アムトラックの列車「エンパイア・ビルダー」が州内を通り、ファーゴ、グランドフォークス、マイノット、ウィリストンの他に3か所に停車している。これは、鉄道界の大立て者ジェイムズ・J・ヒルが建設したグレート・ノーザン鉄道で、ミネソタ州セントポールから、ワシントン州シアトルまで運行された同名列車の後継である。都市間のバス便はグレイハウンドとジェファーソンラインズが運行している。公共交通機関は大都市のバス輸送に限られている。
2011年、ゴミ処理評価ではミネソタ州やテキサス州と共に悪い方から第10位にランクされた。州全体と関連するゴミ処理標準と実行指数に照らして、特に道路際ゴミ処理で、公共空間の清浄さの効率の悪さや質の悪さが出ている。

## 教育

### 大学・短期大学
州内には11の公立カレッジと大学、5つの部族社会カレッジおよび4つの私立学校がある。最大のものはノースダコタ州立大学とノースダコタ大学である。

#### ノースダコタ大学システム
旗艦校
- ノースダコタ大学、グランドフォークス市
- ノースダコタ州立大学、ファーゴ市

地域密着型
- ディッキンソン州立大学、ディッキンソン市
- メイビル州立大学、メイビル市
- マイノット州立大学、マイノット市
- バレーシティ州立大学、バレーシティ市

コミュニティ・カレッジ
- ビスマーク州立カレッジ、ビスマーク市
- ダコタ・カレッジ・ボッティンオー校、ボッティンオー市
- レイクリージョン州立カレッジ、デビルズレイク市
- ノースダコタ州立大学科学カレッジ、ワーペトン市
- ウィリストン州立カレッジ、ウィリストン市

#### 上記以外の大学・短期大学
部族社会カレッジ
- カンコデスカ・シカナ・コミュニティカレッジ、フォートトッテン
- フォートバーソルド・コミュニティカレッジ、ニュータウン
- シッティング・ブル・カレッジ、フォートイエーツ
- タートルマウンテン・コミュニティカレッジ、ベルコート
- ユナイテドトライブス工科カレッジ、ビスマーク市

私立学校
- ラスムッセン・カレッジ、ファーゴ市とビスマーク市
- ジェームズタウン大学、ジェームズタウン市
- メアリー大学、ビスマーク市
- トリニティ・バイブル・カレッジ、エレンデール市

## 芸術・文化

### インディアンの存在
州内には多くのインディアンが住んでいる。そのパウワウはインディアン文化の重要な側面となっている。インディアンの歴史を通じて、パウワウは春に新しい生活の始まりを言祝ぐために開催されてきた。この行事では部族が集まって歌い踊り、古い友人に会ったり、新しい交友を始めることが意図された。多くのパウワウは部族によって宗教的な意味合いもあった。今日でもインディアン文化の一部であり、インディアンもそうでない者も参加している。毎年9月にビスマーク市で、ユナイテドトライブス国際パウワウが開催され、国内最大級のものになっている。
パウワウはパレードと盛装した踊り手で完成する。ダンスは様々な様式で行われる。男性はビーズ、羽柄および鷹の羽根で飾った盛装を着るのが伝統であり、男性の草の踊り手は色鮮やかな縁のついた盛装、男性の幻想の踊り手は明るい色の羽根を付ける。女性の踊り手は男性よりもかなり微妙な踊りをする。男性の幻想の踊り手は衣類、ビーズのついたモカシンと宝石を着用し、ジングルドレスの踊り手は金属の円錐でできた服を着る。パウワウの間に部族を超えた踊りがあり、誰もが、見物客でも参加できる。

### ノルウェーとアイスランドの影響
1870年ごろ、ノルウェーから多くの移民が州北東隅、特にレッド川近くに入植した。カナダからはアイスランド人が入ってきた。ペンビナの町が設立されると、多くのノルウェー人が入り、家族で農場を営んだ。彼らはルーテル派の教会や学校を造り、この地域では他の民族よりも圧倒的に多くなった。この集団にはレフジやルトフィスクなど特有の料理があった。アメリカ大陸では最大のスカンディナヴィア系祭である「ノルスク・ホストフェスト」が毎年9月にマイノット市で開かれている。ペンビナ郡にはアイスランド州立公園があり、毎年開催されるアイスランド系の祭と共に、移民の影響を残している。
旧世界の民族慣習が長い年月を経ても残り、織物、銀細工や木彫の技能が復活している。アイスランドに起源がある伝統的な芝土屋根の家が公園に復元され展示されている。マイノット市のスターヴ教会は市の目印になっている。ノルウェー系住民はマイノット市人口の3分の1近い32.3%となり、州全体でも30.8%となっている。

### ロシアからのドイツ人
ロシアに数世代にわたって入植していたドイツ人が19世紀には不満を抱くようになっていた。1900年までにロシアに入植していたドイツ人の一部、約10万人がアメリカに渡り、主に南北ダコタ州、カンザス州、ネブラスカ州に入植した。ノースダコタ州南中部は「ドイツ系ロシア人の三角」と呼ばれるようになった。1910年には州中部に約6万人のドイツ系ロシア人が住んでいた。彼らの多くはルター派とローマ・カトリック教徒であり、彼らの祖先がロシアに移住した時代のドイツの慣習を多く保存していた。これらの人々も農業を営んだ。これらドイツ人が制作した有名な芸術として鍛鉄十字架があり、墓地を識別するために使われた。

### 芸術と芸能
州内にある主要美術館や催し会場としては、チェスター・フリッツ公会堂、エンパイア芸術センター、ファーゴ劇場、ノースダコタ美術館、およびプレーンズ美術館がある。常時のプロまたはセミプロの音楽集団として、ビスマーク・マンダン交響楽団、ファーゴ・ムーアヘッド交響楽団、グレーター・グランドフォークス交響楽団、マイノット交響楽団およびグレートプレーンズ・ハーモニー・コーラスがあり、演奏会を開催し、地域社会向けの教育も行っている。

### 娯楽
ノースダコタ州には多くの音楽ジャンルでミュージシャンが居る。ブルース・ギター奏者のジョニー・ラング、カントリーミュージック歌手のリン・アンダーソン、ジャズとトラディショナル・ポップのシンガー・ソングライターであるペギー・リー、ビッグバンドの指導者ローレンス・ウェルク、ポップ歌手のボビー・ヴィーなどである。インディーロックのジャンルでは2つのバンドがあり、全国的に知られるようになった。ゴッドヘッドサイロはファーゴ出身で後にワシントン州オリンピアに拠点を移したが、キルロックスターズのレーベルと契約した。ジューン・パニックはやはりファーゴ出身であり、シークレットリー・カナディアンと契約した。
エド・シュルツはラジオ番組「エド・シュルツ・ショー」とMSNBCの「エド・ショー」のホストとして全国に知られている。シャドー・スティーブンスは1988年から1995年まで「American Top 40」を司会した。ジョシュ・デュアメルはエミー賞を受賞した俳優であり、出演作「オール・マイ・チルドレン」や「Las Vegas」で知られている。ニコル・リンクレターとカリディ・イングリッシュは「America's Next Top Model」のそれぞれサイクル5とサイクル7で優勝した。俳優ケラン・ラッツは、「Stick It」、「Accepted」、「Prom Night」、「トワイライト〜初恋〜」に出演した。

### 大衆文化
ノースダコタ州特有の料理もある。クノーフラ・スープは濃厚でシチューのようなチキンスープであり、ダンプリング（小麦粉を練った小さな団子）が入っている。ルトフィスクはアクを処理した魚料理である。クーヘンはパイのようなお菓子であり、レフジは米粒状にしたジャガイモから作られる平たいパンであり、バターと砂糖で食する。フライシュクークルはひき肉にした牛肉をパン生地で覆い、こんがり揚げたアントレであり、ほとんどのレストランではチップスやピクルスが添えられる。パン生地の詰め物はお菓子にしたり、タマネギと肉を添えてサボリー料理になる。その他ドイツやノルウェーの伝統料理がある。アメリカ合衆国中西部で見られるホット・ディッシュも食されている。
ノースダコタ州には全米の中でも人口一人当たりの教会数が最大であり、教会に行く人口比率も最大である。
狩猟や釣りなどの屋外活動が多くの州民の趣味になっている。冬季には氷穴釣り、アライグマ狩り、スノーモービルも人気がある。州民は湖畔にあるログハウスを所有したり、利用したりしている。スポーツフィッシングではウォールアイ、スズキ、カワカマスが獲物である。
ノースカントリー国立景観道路の西側終端がサカカウェア湖にあり、そこでルイス・アンド・クラーク歴史道に接続している。

### スポーツチーム
- ダコタ・ウィザーズ - バスケットボール, NBAデベロップメント・リーグ

## ノースダコタ州出身の著名人
- ノースダコタ州出身の有名人（英文）
- アンジー・ディッキンソン - 女優
- ペギー・リー - 歌手
- ボビー・ヴィー - 歌手
- トラビス・ハフナー - 元プロ野球選手
- ジョシュ・デュアメル - 俳優

## その他

### 日本の姉妹都市
- （栃木県鹿沼市）-（グランドフォークス市）